# Emersonella lecitophaga
Emersonella lecitophaga är en stekelart som beskrevs av De Santis 1983. Emersonella lecitophaga ingår i släktet Emersonella och familjen finglanssteklar. Inga underarter finns listade i Catalogue of Life.